# Claus Grossner
Claus Grossner, oft auch Claus Großner geschrieben, (* 4. September 1941 in Königsberg; † 10. Dezember 2010 in Hamburg) war ein deutscher Investmentbanker, Publizist und Journalist.

## Leben und Wirken

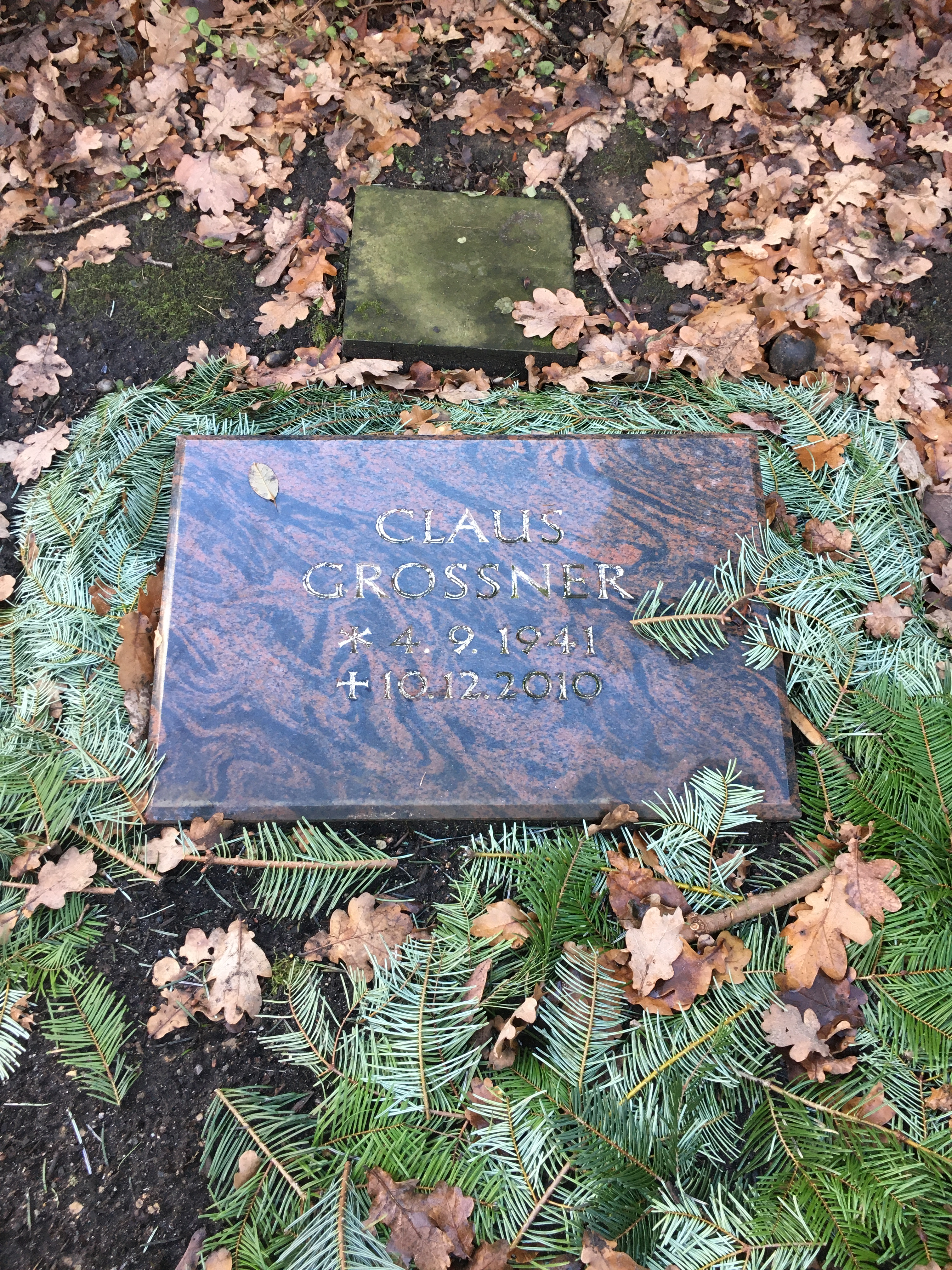
Grabstätte Claus Grossner auf dem Friedhof Ohlsdorf

Grossner besuchte das altsprachliche Christianeum und studierte Theologie an der päpstlichen Universität Gregoriana sowie Soziologie und Philosophie an Universitäten in Deutschland und den USA. 1971 wurde Grossner Mitglied des Forschungsbeirates des Wissenschaftsministeriums. Der als Mäzen aktive Grossner erlangte Bekanntheit, als er gemeinsam mit Hans Barlach von Andreas Reinhart einen Anteil von 29 Prozent am Suhrkamp Verlag erwarb. Grossner sollte in weiterer Folge als Verwaltungsrat im Verlag tätig werden. Im Mai 2007 wurde – parallel zum beginnenden Konflikt zwischen den Gesellschaftern – bekannt, dass Grossner aufgrund eines Konfliktes über den Kaufpreis auf den Erwerb der Anteile von Reinhart verzichtete.
Grossner beging im Dezember 2010 im Alter von 69 Jahren Suizid. Seine letzte Ruhestätte liegt auf dem Hamburger Friedhof Ohlsdorf im Planquadrat Z 26.

## Nachlass
Zu seinem Nachlass zählen unter anderem das Weiße Haus von Nienstedten, das 2014 abgerissen wurde, sowie das Richard-Dehmel-Haus, das in ein Museum und Kulturzentrum umgewandelt werden sollte. Das Haus, dessen Bausubstanz und das erhalten gebliebene Mobiliar schwer beschädigt war, wurde durch die Gründung der Dehmelhaus Stiftung 2013 zum 150. Geburtstag des Dichters gerettet und die Planung für eine grundlegende denkmalgerechte Instandsetzung möglich. Sie wurde von 2014 bis 2016 vollständig von der Hermann Reemtsma Stiftung finanziert. Eine Besichtigung des Hauses ist für angemeldete Besucher möglich.